# Bø (Telemark)
Gmina Bø (norw. Bø kommune) – norweska gmina leżąca w regionie Telemark. Jej siedzibą jest miasto Bø.
Bø jest 291. norweską gminą pod względem powierzchni.

## Demografia
Według danych z roku 2005 gminę zamieszkuje 5249 osób. Gęstość zaludnienia wynosi 19,7 os./km². Pod względem zaludnienia Bø zajmuje 187. miejsce wśród norweskich gmin.
| ludność stan na 1 stycznia 2005 |         |           |       |
|                                 | kobiety | mężczyźni | razem |
| osób                            | 2557    | 2692      | 5249  |
| %                               | 48,71%  | 51,29%    | 100%  |

| wykształcenie stan na 1 października 2004 |        |         |        |        |
|                                           | podst. | średnie | wyższe | niezn. |
| osób                                      | 769    | 2257    | 1076   | 160    |
| %                                         | 18,04% | 52,96%  | 25,25% | 3,75%  |

## Edukacja
Według danych z 1 października 2004:
- liczba szkół podstawowych (norw. grunnskolar): 4
- liczba uczniów szkół podst.: 641

## Władze gminy
Według danych na rok 2011 administratorem gminy (norw. rådmann) jest Åse Egeland, natomiast burmistrzem (norw. ordfører, d. borgermester) jest Arne Storhaug.